# Nysson
Nysson is een geslacht van vliesvleugeligen uit de  familie van de graafwespen (Crabronidae). De wetenschappelijke naam werd voor het eerst gepubliceerd door Pierre André Latreille in 1796 als Nysso, maar dat was een verkeerde spelling. In 1802 veranderde hij de spelling in Nysson. Nysson is het typegenus van de geslachtengroep Nyssoninae.

## Soorten
- N. alicantinus Mercet, 1909
- N. bohemicus Zavadil, 1848
- N. castellanus Mercet, 1909
- N. chevrieri Kohl, 1879
- N. dimidiatus Jurine, 1807
- N. dusmeti Mercet, 1909
- N. fraternus Mercet, 1909
- N. fulvipes A. Costa, 1859
- N. ganglbaueri Kohl, 1912
- N. gerstaeckeri Handlirsch, 1887
- N. hrubanti Balthasar, 1972
- N. ibericus Handlirsch, 1895
- N. interruptus (Fabricius, 1798)
- N. kolazyi Handlirsch, 1887
- N. konowi Mercet, 1909
- N. lapillus Beaumont, 1965
- N. laufferi Mercet, 1904
- N. maculosus (Gmelin, 1790)
- N. miegi Mercet, 1909
- N. mimulus Valkeila, 1964
- N. niger Chevrier, 1868
- N. paralias Standfuss, 2010
- N. parietalis Mercet, 1909
- N. pratensis Mercet, 1909
- N. pusillus Beaumont, 1953
- N. quadriguttatus Spinola, 1808
- N. roubali Zavadil, 1937
- N. ruthenicus Birula, 1912
- N. spinosus (J. Forster, 1771)
- N. susterai Zavadil, 1948
- N. tridens Gerstaecker, 1867
- N. trimaculatus (Rossi, 1790)
- N. varelai Mercet, 1909
- N. variabilis Chevrier, 1867